# جنگ عربستان سعودی و یمن (۱۹۳۴)
جنگ عربستان سعودی و یمن یک جنگ بین عربستان سعودی و پادشاهی متوکلی یمن از مارس ۱۹۳۴ تا ۱۴ ژوئن ۱۹۳۴ بود که بر سر وضعیت الباحه، استان عسیر، جیزان و نجران درگرفت. معاهده طائف در ۱۴ ژوئن ۱۹۳۴ بین عربستان سعودی و پادشاهی متوکلی یمن امضا شد و به این جنگ پایان داد. در نتیجهٔ معاهدهٔ طائف پادشاهی متوکلی یمن کنترل حدیده را به دست گرفت و عربستان سعودی آن را ترک کرد و جیزان، استان عسیر، و نجران استان‌های عربستان سعودی شدند. پس از این معاهده برای ۲۰ سال صلح بین عربستان و یمن برقرار شد.